# 세카이 (댄서)
세카이(일본어: 世界, 1991년 2월 21일 ~ )는 일본의 댄서이며, EXILE의 멤버이다.
카나가와 현 출신. LDH 소속.

## 내력
2014년 2월부터 4월에 걸쳐 개최된 EXILE의 신 멤버 오디션에서 합격해, 정식 가입이 되었다. 가입 당초는, 야마모토 세카이(山本 世界)로 활동하고 있었다.

## 출연

### 무대
- DANCE EARTH~생명의 고동~ (2013년)

### 드라마
- 나이트 히어로 NAOTO 제3화 (2016년 4월 29일, TV 도쿄) - 엔딩 댄스

### 뮤직 비디오
- 시미즈 쇼타 〈아직 끝나지 않아〉 (2011년)
- 미우라 다이치 〈SHOUT IT -LIVE EDITION-〉 (2011년)
- EXILE SHOKICHI 〈IGNITION〉 (2015년)
- GENERATIONS from EXILE TRIBE 〈AGEHA〉 (2016년)